# Cabin in the Sky (Musical)
Cabin in the Sky ist ein Musical mit der Musik von Vernon Duke und den Liedtexten von John La Touche, das Buch wurde von Lynn Root geschrieben. Produziert wurde die Show von Vinton Freedley und Albert Lewis, der auch Regie führte; die Choreografie leitete George Balanchine. Die Uraufführung fand am 25. Oktober 1940 im Martin Beck Theatre in New York statt.

## Inhalt
Die Handlung des Musicals ist im schwarzen Süden der USA angesiedelt. Das weiße Autorenteam, das für ein weißes Publikum schrieb, zeichnete, seiner Zeit verhaftet, die Charaktere auf eine einfache, naive Weise. In der „all-black“-Besetzung der 1940er Inszenierung waren afroamerikanische Stars wie Ethel Waters, Katherine Dunham, Dooley Wilson, Rex Ingram und Todd Duncan zu sehen.
Die Fabel erzählt von Little Joe, der seine Zeit in Bars, mit Glücksspiel oder mit seiner Geliebten Georgia Brown verbrachte. Nun liegt er, nach einer Messerstecherei lebensgefährlich verletzt, im Sterben und an seinem Bett betet seine Frau Petunia für sein Seelenheil. Ein Gesandter des Teufels steht bereit, um Little Joes Seele mitzunehmen, doch die Frömmigkeit Petunias wirkt; Gott gibt ihrem „good-for-nothing“-Ehemann sechs Monate Zeit, um sich auf Erden für einen Platz im Himmel zu bewähren.
Der Teufel ist mit dieser Entwicklung nicht zufrieden und spielt Little Joe einen Lotteriegewinn zu, in der Hoffnung, dass dieser dadurch wieder in sein altes Lotterleben zurückfällt. Die Rechnung geht auf und bald darauf wird nicht nur Joe, sondern auch Petunia erschossen. Vor Gott bittet Petunia erneut für ihren Mann, der findet Gefallen an ihr und beide erhalten ihr Häuschen im Himmel.

## Bekannte Musiknummern
- Taking a Chance on Love
- Cabin in the Sky
- Honey in the Honeycomb

## Verfilmung
Cabin in the Sky (dt. Titel Ein Häuschen im Himmel) wurde 1943 in der Regie von Vincente Minnelli bei der MGM in Schwarz-Weiß verfilmt. Neben Ethel Waters spielt Lena Horne eine der Hauptrollen; einige von Dukes Songs wurden durch andere u. a. von Harold Arlen ersetzt.